# Bladnoch (Whiskybrennerei)
Bladnoch ist eine Whiskybrennerei im Dorf Bladnoch nahe Wigtown, Dumfries and Galloway, Schottland. Das Brennereigebäude ist in den schottischen Denkmallisten in die Kategorie B einsortiert.

## Geschichte
Die Brennerei wurde 1817 von den Brüdern John und Thomas McClelland gegründet. 1905 wurde die Produktion eingestellt und 1911 wurde sie an Wm Dunville & Co. Ltd. verkauft. Ab Oktober 1912 wurde wieder Whisky gebrannt. Bis 1937 folgten zahlreich kurzzeitige Stilllegungen. 1938 wurde die Destillerie an Ross & Coulter verkauft, die Brennblasen wurden abgebaut und nach Schweden gebracht. Erst 1956 wurde die Brennerei durch Bladnoch Co. Ltd. wieder aufgebaut. 1964 wurde die Brennerei an McGow & Cameron verkauft, welche 1966 zwei weitere Brennblasen einbauen ließen. 1973 kauften Inverhouse Distillers die Brennerei, 1983 ging sie an Arthur Bell & Sons und 1985 zu United Distillers, welche sie 1993 stilllegten. 1995 wurde der Betrieb von Raymond Armstrong aus Nordirland gekauft und im Jahr 2000 mit zwei Brennblasen wieder in Betrieb genommen. Dieser Whisky ist erst seit April 2008 als Single Malt im Handel erhältlich. Daneben gibt es noch meist unabhängige Abfüllungen aus der Produktion vor 1994.
2015 wurde die Destillerie vom australischen Unternehmer David Prior gekauft. Im Februar 2017 wurde mit der Modernisierung der Brennerei begonnen.
Anfang 2017 sind drei neue Abfüllungen erschienen: Bladnoch Samsara, Bladnoch 15yo Adela und Bladnoch 25yo Talia
Bladnoch ist die südlichste Whiskydestillerie Schottlands.

## Produktion
Das Wasser der zur Region Lowland gehörenden Brennerei stammt aus dem Fluss Bladnoch. Sie verfügt über einen Maischbottich (mash tun) (5,4 t) aus Edelstahl, sechs Gärbottiche (wash backs) aus Douglasienholz, eine Grobbrandblase (wash still) (13.500 l) und eine Feinbrandblase (spirit still) (10.000 l).